# Sint-Catharinakerk (Wellerlooi, 1953)

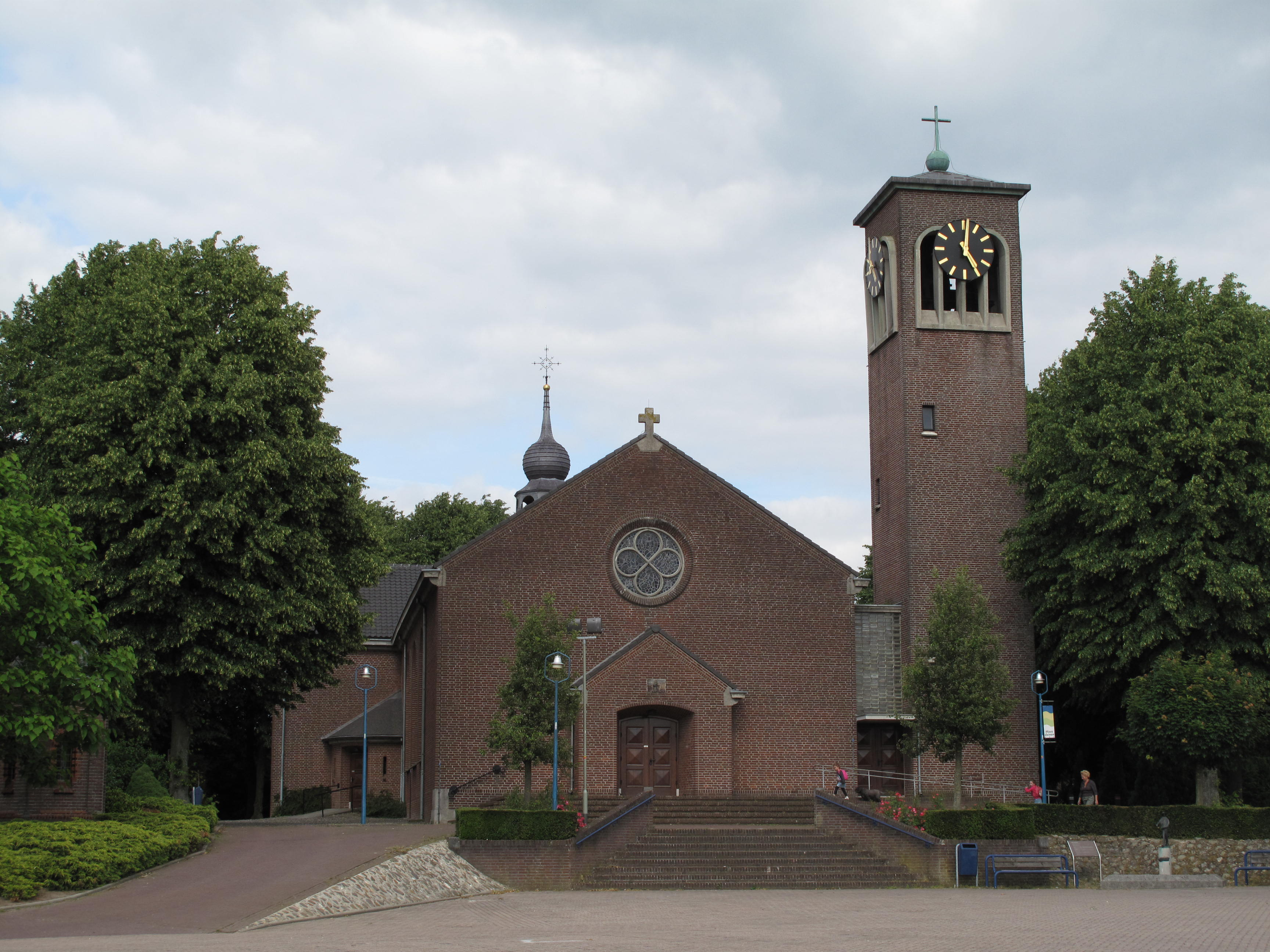
Sint-Catharinakerk

De Sint-Catharinakerk is de parochiekerk van Wellerlooi, gelegen aan Catharinastraat 28.

## Geschiedenis
In 1669 was er voor het eerst een schriftelijke vermelding van Missen die op alle zon- en feestdagen in de Sint-Catharinakapel opgedragen dienden te worden. De kapelaan van Well bediende het altaar. In 1881 werd de kapel verheven tot rectoraat en in 1894 werd Wellerlooi een zelfstandige parochie. In 1888 kwam de toenmalige Sint-Catharinakerk tot stand.
Deze kerk werd op 5 december 1944 door Brits artillerievuur verwoest. In 1946 kwam een noodkerk in de lagere school en in 1947 kwam een échte noodkerk gereed, die gebouwd was met de materialen van de oude kerk.

## Gebouw
In 1953 kwam een nieuwe kerk gereed, die ontworpen was door Pierre Weegels. Het is een eenbeukige bakstenen kruiskerk. De toren kwam in 1961 gereed. De met een zadeldak gedekte kerk heeft een iets vooruitstekend, eveneens door een zadeldak gedekt portaal, waarboven een roosvenster. Boven de toegangsdeur bevindt zich een reliëf van Sint-Catharina in keramiek. Rechts bevindt zich een aangebouwde vierkante toren met betonnen galmgaten en gedekt met een vlak tentdak. De kerk heeft een halfronde apsis. Er is een vieringtoren met opengewerkte achtkante lantaarn en daarop een ui-vormige spits.
In het interieur lopen de gewelven door tot aan de vloer. Het orgen is een Verschueren-orgel uit 1955. Jos Eggen vervaardigde de glas-in-loodramen.